# (5480) 1989 YK8
Az (5480) 1989 YK8 a Naprendszer kisbolygóövében található aszteroida. Ueda és Kaneda fedezte fel 1989. december 23-án.